# Johann Georg Megerle von Mühlfeld
Johann Georg Megerle von Mühlfeld (* 22. Juni 1780 in Wien; † 15. September 1831 ebenda) war ein österreichischer Verwaltungsbeamter, Naturkundler und Archivar.

## Leben
Der Sohn des 1803 nobilitierten Kustos am Mineralienkabinett Johann Baptist Megerle (von Mühlfeld) machte ein naturwissenschaftliches Studium und wurde 1802 zum Kustos-Gehilfen seines Vaters ernannt. Er war am kaiserlichen Naturalienkabinett in der Abteilung Entomologie (Insektenkunde) und verfasste 1805 eine Abhandlung über landwirtschaftliche Schadinsekten. Sein Bruder Johann Carl Megerle von Mühlfeld (1765–1840) war Zoologe.
1806 trat er in den Finanzverwaltungsdienst und wurde 1810 in die Allgemeine Hofkammer (das spätere Finanzministerium) versetzt. Dort wurde er 1816 Archivdirektor und 1818 kaiserlich-königlicher Rat. 
Neben botanischen Arbeiten, insbesondere zu Färbepflanzen, veröffentlichte er juristisch-statistische Verzeichnisse. In seinem 1822/24 veröffentlichten Österreichischen Adels-Lexikon verzeichnete er die seit Beginn des 18. Jahrhunderts von den österreichischen Herrschern Nobilitierten.
Mühlfeld heiratete 1807 in Wien die aus Triest stammende Maria Katharina Paschka, mit der er drei Söhne bekam. Der Rechtsanwalt und liberale Politiker Eugen Megerle von Mühlfeld (1810–1868) war sein Sohn oder Adoptivsohn.

## Werke
- Abhandlung über die dem Getraide und Weinstocke im Erzherzogthume Oesterreich vorzüglich nachtheiligen Thiere, 1805 (Digitalisat)
- Österreichisches Adels-Lexikon des achtzehnten und neunzehnten Jahrhunderts, enthaltend alle von 1701 bis 1820 von den Souveränen Österreichs wegen ihrer Verdienste um den Kaiserstaat in die verschiedenen Grade des Deutsch-Erbländischen oder Reichs-Adels erhobenen Personen. Mörschner & Jasper, Wien 1822–1824. (Digitalisat)
  - Band 1, 1822 (Digitalisat)
  - Band 2, 1824 (Digitalisat)
- Österreichs Färbepflanzen, Wien 1813 (Digitalisat)

Er gab anscheinend 1807 das Mineralogisches Taschenbuch, enthaltend eine Oryctographie von Unterösterreich zum Gebrauche reisender Mineralogen von Andreas Stütz heraus.